# غولمود
غولمود (بالإنجليزية: Golmud) هي تقع في الصين في هايشي المغولية والتبتية. يقدر عدد سكانها بـ 200,000 نسمة ومساحتها 124,500 كم2 وترتفع عن سطح البحر 2,809 متر.

## المدن التوأمة
مدينة كريات ملاخي هي مدينة توأمة لـغولمود.